# Ісале (комуна)
Ісале — одна з комун провінції Бужумбура-Рурал, сільського району прилеглого до міста Бужумбура, на заході Бурунді. Адміністративний центр — однойменне містечко Ісале.